# 69 (číslo)
Šedesát devět je přirozené číslo. Následuje po číslu šedesát osm a předchází číslu sedmdesát. Řadová číslovka je šedesátý devátý nebo devětašedesátý. Římskými číslicemi se zapisuje LXIX.

## Matematika
- deficientní číslo
- bezčtvercové celé číslo

## Chemie
- atomové číslo thulia, neutronové číslo čtvrtého nejběžnějšího izotopu cínu a nukleonové číslo běžnějšího z obou izotopů gallia (méně běžným izotopem je 71Ga).[1]

## Doprava
- I/69 je jednou ze silnic první třídy v Česku.

## Kosmonautika
- STS-69 byla mise raketoplánu Endeavour. Celkem se jednalo o 71. misi raketoplánu do vesmíru a 9. pro Endeavour. Cílem mise byly experimenty a uskutečnil se jeden výstup do vesmíru.

## Ostatní

### Erotika
- Číslem 69 se označuje sexuální poloha, při které dochází k paralelnímu vzájemnému orálnímu uspokojení

## Roky
- 69 př. n. l.
- 69
- 1969